# I-182
I-182 — підводний човен Імперського флоту Японії, який брав участь у бойових діях Другої світової війни.
Човен, який належав до типу KD7, спорудили в 1943 році на корабельні ВМФ у Йокосуці.
По завершенні І-182 включили для проведення тренувань до 11-ї ескадри підводних човнів, а в середині серпня 1943-го підпорядкували 22-й дивізії підводних човнів, яка базувалась на атолі Трук у центральній частині Каролінських островів (тут ще до війни створили потужну базу японського ВМФ, з якої до лютого 1944-го провадились операції в низці архіпелагів). 35 серпня — 1 вересня І-181 пройшов з Куре на Трук.
8—15 серпня 1943-го І-182 перейшов до Труку, а 22 серпня вирушив звідси у свій перший бойовий похід до Нових Гебридів, де ще в часи битви за Гуадалканал союзники створили важливу передову базу на острові Еспіриту-Санто.
1 вересня 1943-го есмінець «Водсворт» провадив заходи в районі Еспіриту-Санто у складі протичовнової групи (попередньої доби в цьому районі японський човен І-20 пошкодив танкер). Він встановив сонарний контакт з підводним човном та скинув по ньому кілька серій глибинних бомб, після чого на поверхні спостерігались вихід повітряних пухирів, сліди нафти та уламки деревини.
Через дві доби, надвечір 3 вересня, інший есмінець «Еллет» провадив пошук підводного човна, поміченого поблизу Еспіриту-Санто. Спершу він встановив радарний контакт на відстані близько 12 км, а після наближення зміг освітити ціль освітлювальними снарядами. Човен занурився, проте Ellet встановив з ним сонарний контакт та провів кілька атак глибинними бомбами. На ранок в цьому районі на воді також спостерігались плями нафти та уламки.
Якась із цих двох атак призвела до загибелі I-182, який пропав разом зі всіма 87 членами екіпажу, тоді як внаслідок іншої був знищений I-20.